# Most Margaret McDermott
Margaret McDermott Bridge – autostradowy most wantowy z podwieszonymi ścieżkami rowerowymi, nad rzeką Trinity w Dallas, w Teksasie. Należy do Interstate 30 (I-30). Prace nad jego budową trwały w latach 2012–2017 i pochłonęły ponad 100 mln dolarów. Ścieżki rowerowe wzdłuż mostu otwarto dopiero w 2021 roku, po wymianie lin kotwiczących. 